# Malena Cavo
Malena Cavo (Castelar, Buenos Aires, 2 de abril de 1999) es una jugadora de balonmano argentina que juega para el equipo polaco del Zagłębie Lubin  y la Selección Argentina.

## Trayectoria
Compitió para el equipo de barrio del Dorrego, al que llevó a ganar el Campeonato Metropolitano en 2018, además de la Clausura y el Apertura en 2017.
En 2020, en plena pandemia, cambió la camiseta azul de su club de origen argentino por la también azul del vasco Balonmano Bera Bera, el club más laureado del balonmano español en los últimos tiempos. Debutó en competición europea en la temporada 2020-21, cuando compitió en la EHF European League.
Durante la pretemporada del 2022 sufrió la rotura del menisco, lo que la tuvo alejado casi la mitad del campeonato.
Con el equipo vasco ha alzado 2 ligas, 1 Copa de la Reina, 1 Supercopa de España y 1 Supercopa Ibérica.
Durante el invierno del 2024 se anunció que Malena dejaba San Sebastián para unirse al KGHM MKS Zagłębia Lubin, último campeón de la Superliga polaca. 
En su primera temporada con el MKS Lubin se alzó con el triplete de Liga, Copa y Supercopa polaca.

### Clubes
- –2020:  Dorrego Handball
- 2020–24:  Super Amara Bera Bera
- 2024–:  KGHM MKS Zagłębia Lubin

### Datos(hasta el 31 de mayo de 2024)[13]
|          | Liga | Copa | EHF |
| -------- | ---- | ---- | --- |
| España   |      |      |     |
| Partidos | 89   | 11   | 11  |
| Goles    | 219  | 21   | 21  |

### Selección
Debutó con la Selección Argentina absoluta en 2018, con 19 años, tras ser una de las estrellas del Campeonato Mundial Juvenil de 2017 celebrado en Eslovaquia. Compitió siendo junior en el Mundial Absoluto de Japón en 2019, en España en el 2021 y en el Mundial del 2023. En sus 52 internacionalidades ha anotado 166 goles y ha sido medalla de plata con la albiceleste en cuatro torneos internacionales: dos Juegos Panamericanos (2019 y 2023)) y dos Juegos Sudamericano y Centroamericano (2018, 2021)

## Palmarés

### Con la selección argentina
- 3 x Medalla de plata en el Campeonato Sudamericano y Centroamericano de Balonmano (2018, 2021, 2024)[20][21]
- 2 x Medalla de Plata en los Juegos Panamericanos (Lima 2019, Santiago 2023)

### De clubes
- 3 x Campeonatos de Liga Guerreras Iberdrola (2020-21, 2021-22, 2023-24)
- 1 x Torneo Nacional (2018)[3]
- 2 x Copa de la Reina (2022-23, 2023-24)
- 1 x Supercopa de España (2022-23)
- 1 x Supercopa Ibérica (2023)
- 1 x Liga polaca (2024/25)[11]
- 1 x Copa polaca (2024/25)[12]
- 1 x Supercopa Polaca (2024)[11]

### Galardones individuales
- Mejor lateral derecha del Campeonato Sudamericano y Centroamericano de Balonmano 2021.[19]
- Guerrera de la Jornada (Jornada 14, temporada 2021-22)[22]

## Vida
Es nieta del jugador de baloncesto argentino Oscar Cavo.

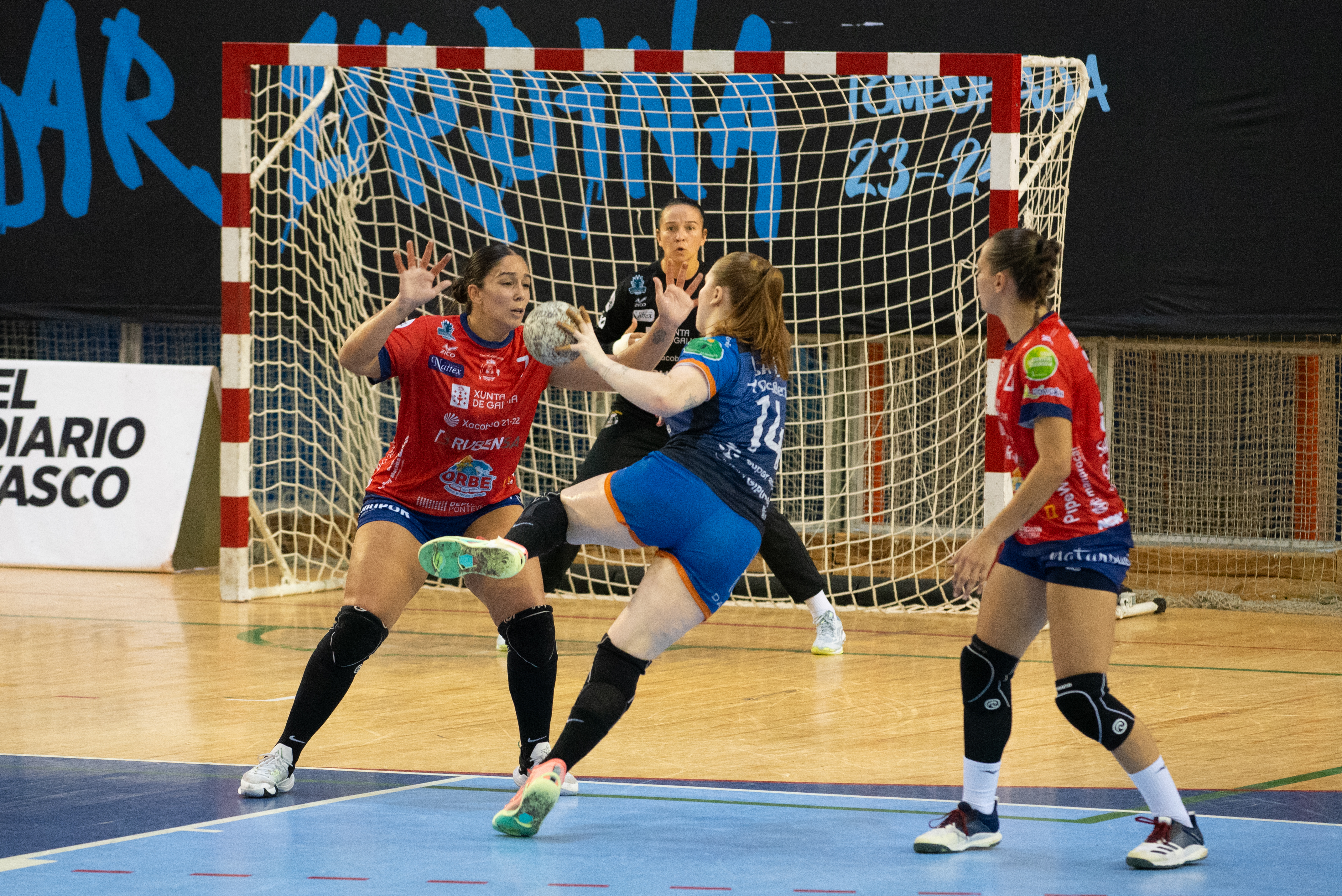
Malena Cavo-Bera Bera-02

## Nota
1. ↑  A fecha 31 de octubre de 2023.